# Палестинский иудейско-арамейский язык
Палести́нский иуде́о-араме́йский язы́к (англ. Jewish Palestinian Aramaic) — языком палестинского Талмуда и палестинских мидрашей и таргумов является западноарамейский. Внутри него выделяется галилейский арамейский (Middle Galilean Aramaic).
- Иерусалимский Талмуд, заглавная страница современного печатного типографского издания, раздел Зра́йм
- Палестинский Талмуд, отпечатанный в типографии лист, начало трактата Брахо́т
- Палестинский Талмуд, отпечатанный в типографии лист, заглавная страница раздела Наши́м
- Палестинский Талмуд, рукопись, музей Испании

Вавилонское имя Абун в палестинском Талмуде чаще встречается в виде Вун, что свойственно исключительно палестинскому Талмуду (как известно, палестинские евреи не имели звука Б и ב‎ произносили как В; часто, вместо ב‎ они прямо писали וו‎; кроме того, палестинцы не произносили гортанного звука A или א‎ в начале слова.
Палестинский иудео-арамейский язык был языком евреев Палестины и идентифицируется примерно с III или IV веков н. э. до последних веков I тысячелетия, когда он был полностью вытеснен в речи арабским языком. «Галилейский арамейский язык» считался подходящим названием для этого языка, потому что большинство известных текстов на этом диалекте происходят из Галилеи. На основании большинства надписей, найденных за пределами Галилеи, можно предположить, что в то время, когда был составлен Иерусалимский Талмуд (III—V вв. н. э.), почти во всей (еврейской) Палестине существовал один общий стандартный язык. Однако это не может быть однозначно доказано, так как материал скуден — таким образом, название «галилейский арамейский язык» осталось, хотя многие сегодня предпочитают наименование «палестинский иудео-арамейский язык».